# Чуркін Віктор Миколайович
Віктор Миколайович Чуркін (рос. Виктор Николаевич Чуркин; нар. 25 січня 1952, Шимкент, Казахська РСР — пом. 11 серпня 1979, Дніпродзержинськ, Дніпропетровська область, УРСР) — радянський футболіст, нападник. Майстер спорту СРСР.
Старший брат футболіста Юрія Чуркіна.

## Життєпис
Вихованець шимкентської ДЮСШ. У 1968-1970 грав за «Металург» (Шимкент). У 1971-1975 році виступав у складі СКА (Ростов-на-Дону), провів чотири сезони у вищій лізі. 1976 року перейшов до ташкентського «Пахтакору», з яким наступного року вийшов у вищу лігу. Загинув разом із командою 1979 року в авіакатастрофі над Дніпродзержинськом.
Фіналіст Кубку СРСР 1971 року.